# Mofy
Mofy è una serie animata ispirata ai personaggi nati sui libri dell'illustratrice giapponese Aki Kondo. La serie è stata prodotta a Firenze negli studi della Misseri Studio/Associati Audiovisivi, frutto di una co-produzione internazionale insieme a Sony Creative Products, Rai Fiction e ZDF Enterprises. È realizzata in passo uno con un'innovativa tecnica dell'animazione del cotone e rivolta a bambini dai 3 ai 5 anni. 
Girata in lingua inglese per il mercato internazionale, il doppiaggio italiano è curato da Arkadia Group International Dubbing Pictures.
La serie è stata ultimata nel 2017 e comprende tre stagioni di 26 episodi ciascuna. Mofy è stata programmata su Rai 2 e Rai Yoyo in Italia e sulle principali emittenti in tutto il mondo.

## Trama
Mofy è una coniglietta che vive in un caldo batuffolo di cotone. Il suo migliore amico è Kerry, un ranocchio che ambisce a diventare un grande compositore. Ci sono anche gli scoiattoli Lee e Sioux, sempre alle prese con la propria smemoratezza, la talpa postino Mogu e la gattina Sora, arrivata dalla città per frequentare la Scuola della Foresta.
Il concept educativo di Mofy è lo "sviluppo emotivo/relazionale" del bambino (crescita attraverso le emozioni). Nel corso della serie la coniglietta deve confrontarsi con nuovi stati d'animo, emozioni ed esperienze, imparando a gestire i propri sentimenti e superando gradualmente le proprie paure e insicurezze, aiutando così i bambini a scoprire a loro volta i sentimenti e apprendere valori come l'amicizia, la solidarietà e il coraggio.

## Episodi

### Prima stagione (2013)
1. L'eclissi di sole
2. Un corvo gentile
3. Una bella poesia
4. Non ho paura dei fantasmi
5. Il mercatino
6. Un compleanno difficile
7. Mamma mia quante regole!
8. Mal di denti
9. Il sole nel fiume
10. Un giorno fortunato
11. Metà per uno
12. Un tipo strano
13. Il lombrico
14. Provaci ancora Kerry!
15. Una medicina per mamma topo
16. Aiuto!
17. Un raggio di sole
18. Il fiore più bello
19. Una giornata da sola
20. La cornamusa rotta
21. Un concerto
22. I giochi della foresta
23. Il litigio degli scoiattoli
24. Arriva Babbo Natale!
25. L'anatroccolo smarrito
26. Il festival della musica

### Seconda stagione (2014-2015)
1. Coda d'oro
2. Maglioni di lana
3. Il compleanno di Lee e Sioux
4. Facciamo pace?
5. Canta che ti passa
6. Le capriole
7. Pigiama party
8. Il compositore sconosciuto
9. Aspettando che nasca un fiore
10. Il singhiozzo
11. Ghiandopoli
12. Topini capricciosi
13. Un tartarughino pestifero
14. Quel bullo del tasso
15. Il camaleonte
16. La promessa
17. Il mistero della chitarra
18. Tutti al sicuro
19. Nonno gufo
20. La scuola della foresta
21. Benvenuta Sora
22. L'apparenza inganna
23. L'ora del bagnetto
24. I biscotti amari
25. Il ballo della foresta
26. Immagina, Mofy!

### Terza stagione (2017)
1. Un natale da postino
2. Il messaggio nella bottiglia
3. Un pappagallo chiacchierone
4. La gazza ladra
5. Il giorno del quadrifoglio
6. Occhi nel buio
7. Il nuovo mondo di Mogu
8. Un tesoro di ricordi
9. Un'accusa ingiusta
10. La pratica rende perfetti
11. Una Mofy di neve
12. Festa d'autunno
13. La meraviglia dei colori
14. Un posto tranquillo
15. Il mondo in un bicchiere
16. Il gioco delle ombre
17. Piano piano ...
18. Un vento fortissimo
19. Al tuo posto...
20. Salvataggio pesci
21. La strada di casa
22. Cose preziose
23. Il gufetto saputello
24. L'orso insonne
25. Sora invisibile
26. Lo sciroppo di mamma topo

## Doppiaggio
| Personaggio  | Doppiatore      |
| ------------ | --------------- |
| Mofy         | Giulia Tarquini |
| Kerry        | Michele Carli   |
| Lee          | Niccolò Guidi   |
| Luna / Sioux | Teresa Fallai   |
| Mogu         | Simone Marzola  |